# Ein starkes Team: Der schöne Tod
Der schöne Tod ist ein deutscher Fernsehfilm von Kilian Riedhof aus dem Jahr 2001. Es handelt sich um die 19. Folge der Krimiserie Ein starkes Team mit Maja Maranow und Florian Martens in den Hauptrollen.

## Handlung
In Berlin laufen gerade die Vorbereitungen auf die Austragung der nächsten Weltmeisterschaft im Bodybuilding. Da passt es gar nicht ins Bild, dass innerhalb kurzer Zeit drei Berliner Teilnehmer mit zunächst ungeklärter Todesursache sterben. Im Blut der toten Bodybuilder finden sich Spuren des muskelaufbauenden Tierarzneimittels Desexpiandosteron, das aber in Europa schon seit Jahren verboten ist. Vor dem Verbot wurde es illegal auch unter der Bezeichnung „XXL“ als Dopingmittel gehandelt. Lothar Reddemanns Team wird mit der Aufklärung des neuen Dopingfalls beauftragt. Mehrere Bodybuilding Studios werden permanent observiert, um damit den Dealern des verbotenen Medikaments auf die Spur zu kommen. Verena und Otto beobachten das Studio des ehemaligen Weltmeisters Ralf Neutzer. Otto ist dabei nicht ganz neutral, denn er war vor vielen Jahren mit Evelyn, Neutzners heutiger Ehefrau, liiert, bevor die ihn wegen Neutzner verlassen hat. Trotzdem meldet er sich als Mitglied in Neutzners Studio an, um dadurch an Informationen aus erster Hand zu gelangen. Beruflich ist Neutzner offensichtlich sehr erfolgreich, seine private Situation sieht aber eher trostlos aus. Die Ehe des zur Gewalttätigkeit neigenden Manns besteht nur noch auf dem Papier. Sein Arzt hat bei ihm gerade Krebs in fortgeschrittenem Stadium diagnostiziert. Gerne würde Neutzner sein Studio jetzt an Sohn Jan übergeben, damit der es in seinem Namen weiterführt. Jan hat aber andere Pläne. Er möchte unbedingt selbst Weltmeister werden, um sich endlich aus der Abhängigkeit vom autoritären Vater zu lösen. Der Erfolgsdruck für die Ermittler wächst, als Ralf Neutzer morgens im Hof seines Studios tot aufgefunden wird. Man hat ihn brutal verprügelt und ihm dann den Schädel eingeschlagen.
Der Vergleich der Fotos, die bei den Observationen gemacht wurden, ergibt endlich eine vage Spur. Ein junger Mann, Frank Weber, hat regelmäßig alle beobachteten Studios besucht. Frank ist persönlich mit Jan Neutzer bekannt. Ansonsten finden sich aber keine Hinweise, die den Anfangsverdacht verstärken. Er ist nicht vorbestraft, hat keinen Bezug zur Arzneimittelwirtschaft und führt keinen teuren Lebensstil. Eine Hausdurchsuchung ist bei der schwachen Indizienlage nicht möglich. Weber wird observiert, aber das einzig ungewöhnlich an ihm ist, dass er sein Auto regelmäßig durch eine Waschanlage fährt, die am Stadtrand ziemlich weit entfernt von Franks Wohnung liegt.
Nachdem ein weiterer Bodybuilder tot in seiner Wohnung aufgefunden wird, findet Otto bei der Durchsuchung des Appartements einen weiteren Hinweis auf einem Notizzettel, den Namen des Arztes Dr. Roth. Dr. Roth kann in der Befragung glaubwürdig machen, dass er zwar viele Bodybuilder behandelt und dabei auch aufbauende Medikamente verordnet, aber ausschließlich in Deutschland zugelassene Präparate. Roth gibt aber einen wichtigen Hinweis. Vor dem Verbot wurde Desexpiandosteron von der Berliner Streiff Pharma für den deutschen Markt hergestellt. Der Geschäftsführer der Streiff Pharma ist in der Befragung sehr kooperativ. Seine Firma stellt das Produkt ganz legal auch heute noch her, natürlich ausschließlich zum Export nach Übersee, wo es immer noch als Tierarzneimittel zugelassen ist. Beim Rundgang durch die Firma fällt Verena aber ein junger Mann aus der Qualitätskontrolle auf, dessen Gesicht ihr irgendwie bekannt vorkommt. Später entdeckt sie den Mann auf einem der Ermittlungsfotos. Er war gleichzeitig mit Frank Weber in der Autowaschanlage. Jetzt überschlagen sich die Ereignisse. Paul, der Mitarbeiter von Streiff Pharma, gibt im Verhör zu, dass er überzählige Muster aus dem Labor geschmuggelt hat. Die Waschanlage war der Übergabeort an Frank Weber, der die Ware dann an ausgewählte Sportler verkaufte. Frank streitet zunächst alles ab. Als bei einer Durchsuchung in seinem Haus aber Baseballschläger mit Spuren von Neutzners Blut gefunden werden, gesteht er alles. Ralf Neutzer hatte ihn beim Verkauf der Dopingmittel überrascht und ihm Hausverbot erteilt. Einer von Franks Kunden war sein Kumpel Jan, der das Mittel unbedingt für die Vorbereitung auf den Titelkampf haben wollte.  Die beiden beschlossen, Ralf eine zur Warnung eine „Abreibung“ zu verpassen. Dabei verlor Jan plötzlich die Kontrolle und prügelte so lange auf den verhassten Vater ein, bis der tot am Boden lag.

## Hintergrund
Der Film wurde in Berlin und Umgebung gedreht und am 8. September 2001 um 20:15 Uhr im ZDF erstausgestrahlt.
Sputnik, dessen Rolle als Geschäftsmann in der Serie als ein Running Gag angelegt ist, hat in dieser Folge als neuen Geschäftszweig eine Currywurstbude im Stadtzentrum eröffnet.

## Drehorte (Auswahl)
- Ralf Neutzers Studio war in der Pfuelstraße 5.
- Die Waschanlage war am Brunsbütteler Damm 87.
- Beide im Film gezeigten Dopingopfer wohnten im Hochhaus Leipziger Straße 43, wahrscheinlich wurde nur in zwei unterschiedlichen Räumen im gleichen Appartement gefilmt.
- Sputniks Wurstbude war in der Markgrafenstraße hinter dem Gebäude Rudi-Dutschke-Straße 15 und dem GSW-Hochhaus.

## Kritik
Die Kritiker der Fernsehzeitschrift TV Spielfilm vergaben die bestmögliche Wertung (Daumen nach oben) und befanden: „Die Handlung mäandert zuweilen verwirrend. Aber die Kabbeleien zwischen Verena und Brummelpott Otto machen einfach immer wieder Spaß.“ Als Fazit zogen sie „Komplizierter Fall mit Privatanbindung“.